# NRK Troms og Finnmark
NRK Troms og Finnmark — норвежский региональный телевизионный канал Норвежской вещательной корпорации, вещающий на территории норвежских губерний Тромс и Финнмарк. Центр вещания — город Кристиансанн. Образован 3 июля 2003 путём слияния региональных отделений NRK Troms и NRK Finnmark, вещавших ещё с 1934 года. Редакция NRK расположена в Вадсё (Финнмарк), локальные городские отделения в городах Харстад, Финнснес, Альта, Киркенес и Хаммерфест. Руководителем является Пол Хансен.